# Platythyrea
Platythyrea là một chi kiến.

## Loài
- Platythyrea angusta Forel, 1901
- Platythyrea arnoldi Forel, 1913
- Platythyrea arthuri Forel, 1910
- Platythyrea bicuspis Emery, 1899
- Platythyrea bidentata Brown, 1975
- Platythyrea brunnipes (Clark, 1938)
- Platythyrea clypeata Forel, 1911
- Platythyrea conradti Emery, 1899
- Platythyrea cooperi Arnold, 1915
- Platythyrea cribrinodis (Gerstaecker, 1859)
- Platythyrea crucheti Santschi, 1911
- Platythyrea dentinodis (Clark, 1930)
- Platythyrea exigua Kempf, 1964
- Platythyrea frontalis Emery, 1899
- Platythyrea gracillima Wheeler, 1922
- Platythyrea inermis Forel, 1910
- Platythyrea lamellosa (Roger, 1860)
- Platythyrea matopoensis Arnold, 1915
- Platythyrea micans (Clark, 1930)
- Platythyrea mocquerysi Emery, 1899
- Platythyrea modesta Emery, 1899
- Platythyrea nicobarensis Forel, 1905
- Platythyrea occidentalis Andre, 1890
- Platythyrea parallela (Smith, 1859)
- Platythyrea pilosula (Smith, 1858)
- Platythyrea primaeva Wheeler, 1915
- Platythyrea prizo Kugler, 1977
- Platythyrea punctata (Smith, 1858)
- Platythyrea quadridenta Donisthorpe, 1941
- Platythyrea ruficornis (Spinola, 1851)
- Platythyrea sagei Forel, 1900
- Platythyrea schultzei Forel, 1910
- Platythyrea sinuata (Roger, 1860)
- Platythyrea strenua Wheeler & Mann, 1914
- Platythyrea tenuis Emery, 1899
- Platythyrea tricuspidata Emery, 1900
- Platythyrea turneri Forel, 1895
- Platythyrea viehmeyeri Santschi, 1914
- Platythyrea zodion Brown, 1975